# Wodno

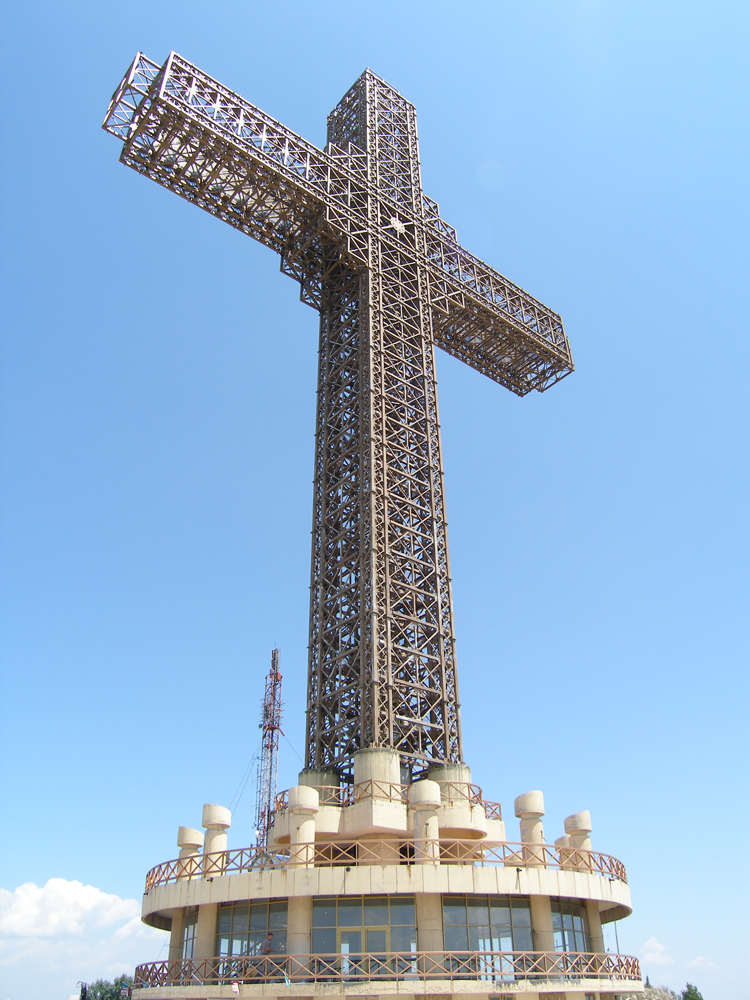
Krzyż na szczycie góry

Wodno (macedoński: Водно) – góra w Macedonii Północnej, położona w północnej części kraju, na południowy zachód od Skopje. Najwyższy punkt góry to Krstowar (1066 m n.p.m.). W 2002 roku na szczycie zbudowano Milenijny Krzyż, prawdopodobnie najwyższy chrześcijański krzyż na świecie. Pod samą budowlę można dostać się korzystając z wagoników kolejki linowej.

## Klimat
Klimat na Wodnie jest górski, bardzo zmienny w różnych porach roku. Średnia temperatura wynosi 23 С°. Najniższą temperaturę zanotowano w styczniu 2005 r. i wynosiła -15 С°, natomiast najwyższa zmierzona w lipcu 2005 r. sięgała 43 С°.